# تلمبه دیپلمه‌ها
تلمبه دیپلمه‌ها یک منطقهٔ مسکونی در ایران است که در دهستان زیدآباد واقع شده‌است.